# 武雄市立武内小学校
武雄市立武内小学校（たけおしりつ たけうちしょうがっこう）は、佐賀県武雄市武内町梅野乙にある市立の小学校。

## 概要
歴史
1875年（明治8年）創立。数回の改組・改称を経て、現校名になったのは1954年（昭和29年）。2025年（令和7年）に創立150周年を迎える。
校章
桜の花弁の絵を背景にして、中央に校名の「武内」（縦書き）を配している。
校歌
現校歌は1964年（昭和39年）に制定。作詞は井上勝馬、作曲は大川内富士一による。歌詞は3番まであり、各番の歌詞中に校名の「武内小学校」が登場する。
校区
「武雄市武内町全域」。中学校区は武雄市立武雄北中学校。

## 沿革
- 1875年（明治8年）4月
  - 真手野村西の角に 「真手野小学校」が創立。柚木原分校と多々良分校を設置。
  - 三間坂村梅野に「梅野小学校」が創立。
- 1887年（明治20年）- 小学校令の施行により、「尋常梅野小学校」・「尋常真手野小学校」と改称。尋常科（4年制）を設置。
- 1889年（明治22年）4月1日、町村制の施行により、杵島郡三間坂村（字三間坂を除く大部分）、真手野村が合併して村制施行し、武内村が発足。
- 1891年（明治24年）3月 - 柚木原分校と多々良分校を廃止し、尋常真手野小学校に統合。
- 1892年（明治25年）- 「梅野尋常小学校」・「真手野尋常小学校」に改称。
- 1895年（明治28年）9月 - 尋常小学校2校（梅野・真野手）を統合の上、「武内尋常小学校」とする。梅ノ原に校舎が完成。
- 1898年（明治31年）10月10日 - 火災により、校舎が全焼。
- 1899年（明治32年）8月 - 木造平屋建て（中央部分のみ2階）新校舎が完成。
- 1900年（明治33年）9月 - 高等科を併置の上、「武内尋常高等小学校」に改称。武雄尋常高等小学校への高等科委託を終了。
- 1903年（明治36年）4月 - 鳥越分教場と亀の甲分教場を設置。
- 1907年（明治40年）9月 - 鳥越分教場と亀の甲分教場を廃止。
- 1908年（明治41年）4月 - 改正小学校令により、尋常科6年制、高等科2年制となる。
- 1911年（明治44年）4月 - 鳥越分教場を（再）設置。
- 1913年（大正2年）4月 - 鳥越分教場を廃止。
- 1920年（大正9年）10月 - 木造新校舎第1棟目が完成。
- 1922年（大正11年）5月 - 木造新校舎第2棟目が完成。
- 1941年（昭和16年）4月1日 - 国民学校令の施行により、「武内国民学校」と改称。尋常科を初等科に改める。
- 1946年（昭和21年）- 旧校舎を全て現在地に移転。これにより、全学年の児童を収容可能となる。
- 1947年（昭和22年）4月1日 - 学制改革が行われる。
  - 武内国民学校の初等科は「武内村立武内小学校」へ改組・改称。
  - 武内国民学校の高等科は青年学校普通科とともに、新制中学校「武内村立武内中学校[2]」に改組。小学校に併設される。
- 1951年（昭和26年）4月 - 中学校校舎の完成により、併設を解消。
- 1954年（昭和29年）4月1日 - 町村合併・市制施行により「武雄市立武内小学校」（現校名）に改称。
- 1961年（昭和36年）4月 - 新校歌を制定。
- 1958年（昭和33年）4月 - 管理棟が完成。
- 1964年（昭和39年）5月 - 校歌を制定。
- 1965年（昭和40年）9月 - 完全給食を開始。
- 1967年（昭和42年）3月 - 岩石園が完成。
- 1970年（昭和45年）3月 - 相撲道場が完成。
- 1975年（昭和50年） - 創立100周年記念式典を挙行。
- 1976年（昭和51年）9月 - 武雄市立武雄北中学校の統合校舎の完成により、旧武内中学校の運動場・茶園・体育館・音楽室が小学校に移管される。
- 2000年（平成12年）3月 - 新校舎が完成。

## 交通
最寄りの鉄道駅
- JR九州 佐世保線「三間坂駅」・「永尾駅」

最寄りのバス停留所
- 武雄市内循環線「梅の原」停留所

最寄りの幹線道路
- 佐賀県道38号相知山内線・佐賀県道53号武雄伊万里線 「武内町梅ノ原」交差点

## 周辺
- JAさが武雄北支所
- 武雄警察署武内警察官駐在所
- 武内郵便局
- 武内神社
- 松浦川

## 参考資料
- 「武雄市史 中巻」（武雄市史編纂委員会, 1973年（昭和48年）1月30日）p.610～